# Länsförsäkringar
Länsförsäkringar ist eine schwedische Allfinanzgruppe, die aus dem Zusammenschluss von 23 regionalen Versicherern sowie gemeinsamen Tochterunternehmen besteht. Hauptsitz ist Stockholm.

## Geschichte und Hintergrund

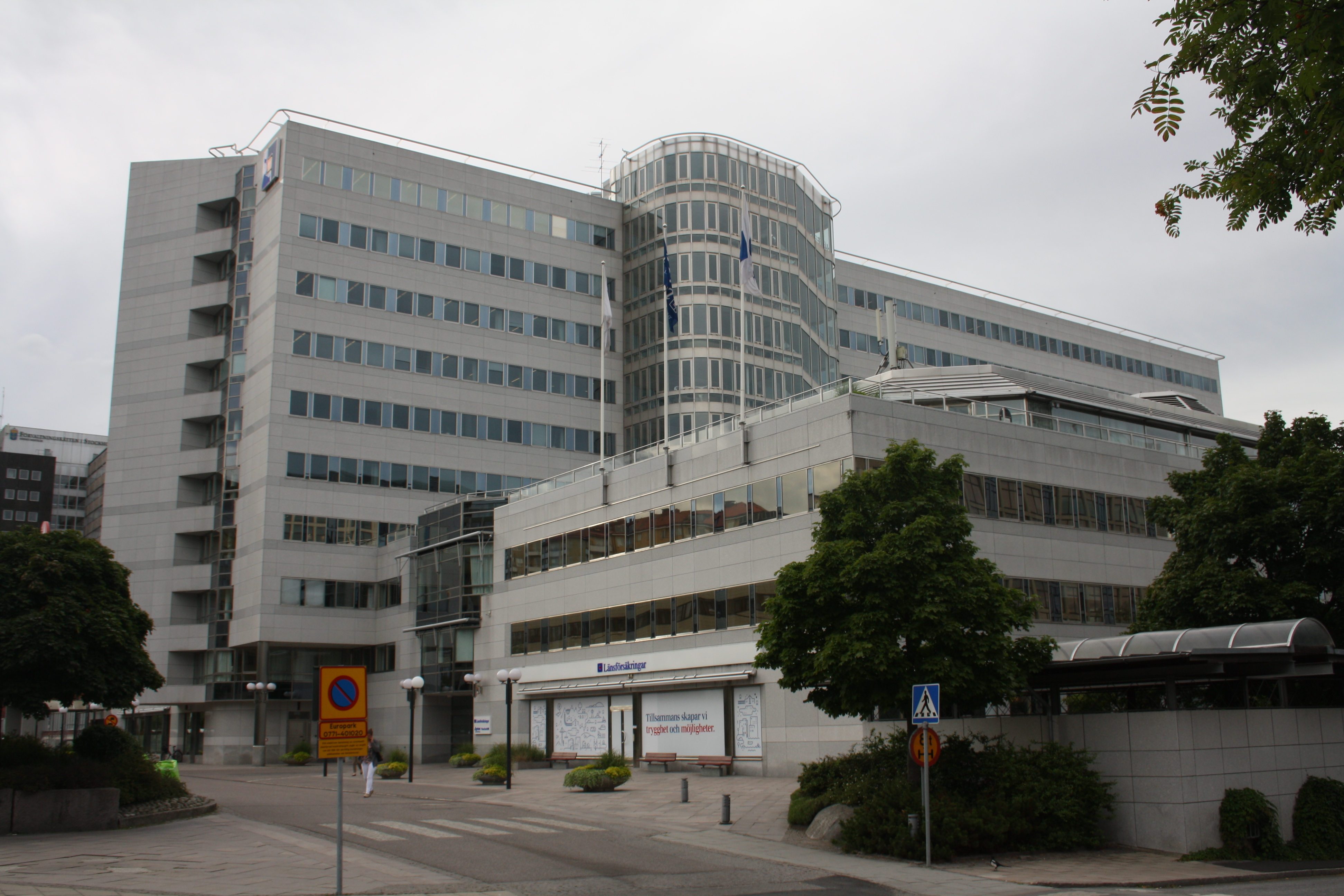
Unternehmenssitz in Stockholm

Die Geschichte des Unternehmens geht auf den Anfang des 19. Jahrhunderts zurück, als sich lokal Feuerversicherer als Versicherungsvereine auf Gegenseitigkeit gründeten. In den folgenden Jahren entstanden in allen seinerzeit 23 Läns entsprechende Versicherungsunternehmen. Die Zusammenarbeit zwischen den regionalen Versicherungsgesellschaften begann 1917 und wurde sukzessive ausgebaut. 1936 wurde letztlich ein gemeinsames Tochterunternehmen gegründet, um sich besser reichsweit zu koordinieren und ab 1969 mit einheitlichem Markennamen und Logo auf dem schwedischen Versicherungsmarkt tätig zu sein. Dabei wurden im Laufe der Zeit die Versicherungstätigkeiten auf die Lebensversicherung und Altersvorsorge ausgeweitet, zudem kam 1996 als Folge der schwedischen Bankkrise und hieraus resultierender Gesetzesänderungen mit der Gründung der Länsförsäkringar Bank ein Bankhaus hinzu. 1998 wurde die Versicherungsgruppe Wasa, 2001 Svenska Brand sowie die schwedische Tochter der Allianz übernommen.
2020 betreute Länsförsäkringar mit zirka 7500 Mitarbeitern ungefähr 3,9 Millionen Kunden. In der Schadenversicherung ist Länsförsäkringar mit einem auf die 23 Gesellschaften entfallenden Marktanteil von über 30 % als Teil der vier dominierenden Versicherer vor If Skadeförsäkring, Folksam und Trygg-Hansa Marktführer im schwedischen Markt.